# Johan David Åkerblad

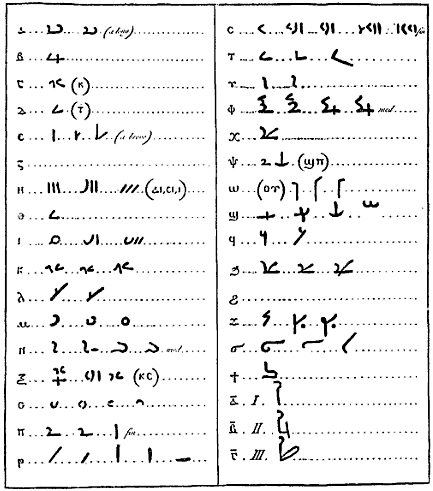

Johann David Åkerblad (Stoccolma, 6 maggio 1763 – Roma, 7 febbraio 1819) è stato un diplomatico e orientalista svedese, allievo di Silvestre de Sacy.

## Biografia
Nel 1778 si iscrisse all'Università di Uppsala, in cui studiò lettere classiche e orientali, laureandosi in storia 1782. L'anno successivo divenne impiegato nella cancelleria reale e, grazie alla conoscenza di svariate lingue, fu inviato nel 1784 dal governo svedese a Costantinopoli, occasione che sfruttò per viaggiare in Asia Minore, Siria, Palestina ed Egitto. Nel 1802 Åkerblad divenne segretario dell'ambasciata svedese a Parigi, dove conobbe de Sacy e i suoi studi sulla Stele di Rosetta, che però non davano risultati rilevanti. Nello stesso anno abbandonò la carriera diplomatica e si trasferì a Roma, dove si diede a studi di linguistica e riprese i lavori di de Sacy, riuscendo ad identificare tutti i nomi propri nella parte del testo in demotico in appena due mesi. Riuscì a decifrare anche le parole "greco", "tempio" ed "egizio", oltre a trovare la pronuncia corretta di 14 dei 29 segni, tuttavia pensò erroneamente che i simboli demotici fossero solo di natura fonetica. Uno dei suoi metodi, ossia quello della comparazione con il copto, divenne poi la chiave per la decifrazione della scrittura geroglifica, compiuta da Jean-François Champollion nel 1822, pochi anni dopo la morte di Åkerblad.

## Opere
I testi di Åkerblad hanno spesso la forma di lettera:
- Lettre à M. Silv. de Sacy sur l'écriture cursive Copte (1801)
- Inscriptionis phoenicieæ Oxoniensis nova interpretatio (1802)
- Lettre sur l'inscription égyptienne de Rosette, adressée au citoyen Silvestre de Sacy (1802)
- Notice sur deux inscriptions en caractères runiques, trouvées à Venise et sur les Varanges, avec les remarques de M. d'Ansse de Villoison (1804)
- Inscrizione greca sopra una lamina di piombo, trovata in un sepolcro nelle vicinanze d'Atene (1813)
- Lettre sur une inscription phénicienne, trouvée à Athenes (1804)
- Lettre à M:r le cheval. Italinsky sur une inscription phénicienne (1817)